# 胡薩托尼克 (麻薩諸塞州)
胡薩托尼克（英語：Housatonic）是位於美國麻薩諸塞州伯克夏縣的一個普查規定居民點。

## 人口
根據2020年美國人口普查的數據，胡薩托尼克的面積為2.53平方千米，當中陸地面積為2.31平方千米，而水域面積為0.22平方千米。當地共有人口1083人，而人口密度為每平方千米428.06人。